# صدرآباد (مقاطعة فسا)
صدرآباد (بالفارسية: صدرآباد) هي قرية تقع في Now Bandegan District في إيران.